# Richard Kleinmichel
Richard Kleinmichel, född den 31 december 1846 i Posen, död den 31 augusti 1901 i Charlottenburg, var en tysk tonsättare och pianist.
Kleinmichel skrev operor, symfonier, sånger, kammarmusik, värdefulla etyder för piano med mera.